# Cantó de Poiastruc
El cantó de Poiastruc és un cantó francès del departament dels Alts Pirineus, situat al districte de Tarba. Té 27 municipis i el cap cantonal és Poiastruc.

## Municipis
- Avereda
- Bolh Darrèr e Perulh
- Bolin
- Cabanac
- Castèthvièlh
- Lo Casterar
- Còllongas
- Coçan
- Dors
- Gonés
- Lo Horc
- Jaca
- Lançac
- Lasladas
- Lidòs
- Loït
- Marqueria
- Marcelhan
- Mun
- Auliac Devath
- Peiriguèra
- Poiastruc
- Sabalòs
- Shèla Devath
- Soriac
- Sogèus
- Tuí

## Història
| Data d'elecció                           | Identitat              | Partit | Qualitat |
| ---------------------------------------- | ---------------------- | ------ | -------- |
| 1985-1994                                | Etienne Achille-Fould  | UDF    |          |
| 1994-200498                              | Jean Burguès           | UDF    |          |
| 2004-                                    | Marie-Josiane Bédouret | PS     |          |
| les dades anteriors no són pas conegudes |                        |        |          |
|                                          |                        |        |          |

## Demografia
| 1962  | 1968  | 1975  | 1982  | 1990  | 1999  | 2007  |
| ----- | ----- | ----- | ----- | ----- | ----- | ----- |
| 3.054 | 3.074 | 3.028 | 3.550 | 3.849 | 3.957 | 4.453 |